# Eugen Schilling
Eugen Schilling (* 14. August 1861 in München; † 4. Juli 1941 in Bad Kohlgrub) war ein deutscher Chemiker und Direktor der Gasbeleuchtungsgesellschaft in München, Aufsichtsrat der Lux’schen Industriewerke in Ludwigshafen am Rhein, Aufsichtsrat der Isaria-Zählerwerke in München, Ausschussmitglied im Polytechnischen Verein in München, Ausschussmitglied im Deutschen Museum, Abteilung Gastechnik, in München, sowie Erbauer und Leiter des Augsburger Gaswerks.

## Leben
Eugen war das vierte Kind (nach den Geschwistern Helene, Paul und Jakobine) des Gasdirektors Nikolaus Heinrich Schilling (1826–1894) und dessen Ehefrau Minna Franziska, geborene Tils (1822–1865). Nach dem frühen Tod seiner Mutter (1865) wurde ihm deren ältere Schwester (Tante Helene) eine zweite Mutter, obwohl sein Vater 1867 sich ein zweites Mal verheiratete mit der Tochter des Justizministers Eduard von Bomhard (Ehrendoktor der Münchner Universität).
Nach der Volksschule am Glockenbach in München absolvierte Schilling im August 1880 mit dem Abitur das Maximiliansgymnasium. In der Zeit als Gymnasiast erlernte er das Klavierspiel bei Josef Giehrl, Viola bei Hofmusiker Anton Thoms, Zeichnen und Malen bei Kunstmaler Hans von Bartels und spielte Trios, Klavier- und Streichquartette mit seinem Bruder Hans und mit Vater und Sohn Aschenbrenner. Nach fünf Jahren Studium am Polytechnikum in München absolvierte Schilling 1885 mit Note 1 und wurde im Herbst 1885 Assistent bei der Gasbeleuchtungsgesellschaft in München. Schilling machte seine Doktorarbeit bei Hans Bunte zum Thema Stickstoffgehalt und Ammoniakausbeute der Steinkohlen, promovierte 1887 in Erlangen und erhielt neben seiner Funktion als Assistent die Stelle des Chemikers der Gasanstalt, die er bis 1891 innehatte. In dieser Zeit ließ er sich neben seinen Berufsaufgaben ausbilden in Gesang mit seiner Baritonstimme bei Meister Eugen Gura und trat bei größeren Gesellschaften auf mit Liedern und Arien, sowie im Chor unter Levi, Fischer, Zumpe, Porges und Mottl, einmal mit Othegraven im Bayerischen Hof.
Am 11. August 1888 heiratete er Thekla von Tubeuf (* 23. Mai 1867 in Amorbach), die einzige Tochter der Domänendirektorswitwe Baronin von Tubeuf. Aus der Ehe gingen die drei Kinder Claire (* 14. Dezember 1889; † 24. Dezember 1921), Elisabeth (* 17. Juni 1892; † 28. August 1947) und Hans (* 25. August 1895; † 1. August 1908) hervor. Bis 1894 lebte die Familie in einer Dienstwohnung der Gasbeleuchtungsgesellschaft in der Maistraße in München. 1897 erwarb Schilling ein Landgut, den Harrerhof in Bad Kohlgrub, richtete in den folgenden Jahren dort in seinem Schillingshof eine Sommerwohnung ein.
Nach dem Tod des Direktors Lothar Diehl 1892 wurde Schilling dessen Nachfolger und leitete die Münchener Gaswerke bis zur Auflösung 1899 des Konzessionsvertrags mit der Stadt München. 1899 übernahm er die Leitung der Gasmesserfabrik, deren Gesellschaft an Friedrich Lux in Ludwigshafen am Rhein verkauft wurde. Schilling wurde in den Aufsichtsrat der Lux’schen Industriewerke berufen und war Aufsichtsrat der neuen Gesellschaft Isaria-Zählerwerke in München, die 1907 das Münchner Geschäft Elektrizitätszähler- und Gasmesserfabrik der Lux’schen Industriewerke zurückgekauft hatte.
Neben diesen wichtigen Aufsichtsratsposten übte Schilling als Zivilingenieur eine vielseitige Tätigkeit in der Beratung von Stadtbehörden in Gasangelegenheiten aus. Gutachten, Schiedsgerichte, Bau- und Betriebüberwachungen wechselten mit literarischen Arbeiten und solchen für den Gasfachmännerverein. Für das Gasjournal, dessen Redaktion Hans Bunte übernahm, lieferte er zeitweise Beiträge und gab seit 1902 den Fachkalender für das Gas- und Wasserfach heraus. Im Polytechnischen Verein gehörte Schilling seit 1895 dem Ausschuss an, im Deutschen Museum, dessen Ausschuss er seit der Gründung als Mitglied angehörte, richtete er die Abteilung Gastechnik ein.
Schillings größte und wichtigste Arbeit war die Erbauung des Augsburger Gaswerks, dessen Pläne er mit der Baufirma Gebr. Rank entwarf und ausführte. Im Jahre 1917 leitete er auch dessen Betrieb, der 1915 eröffnet wurde, ein Jahr lang.
Nach Ende des Ersten Weltkriegs zog Schilling endgültig nach Bad Kohlgrub und widmete sich der Familie, seinem Landgut Schillingshof, der Musik und vor allem der Malerei. Er verstarb am 4. Juli 1941 und fand seine letzte Ruhe im Glockenturm der Paulus-Kirche in Bad Kohlgrub.